# John D. Altenburg mlajši
John D. Altenburg mlajši, ameriški general in odvetnik, * 10. junij 1944.